# Laryssa Denyssenko

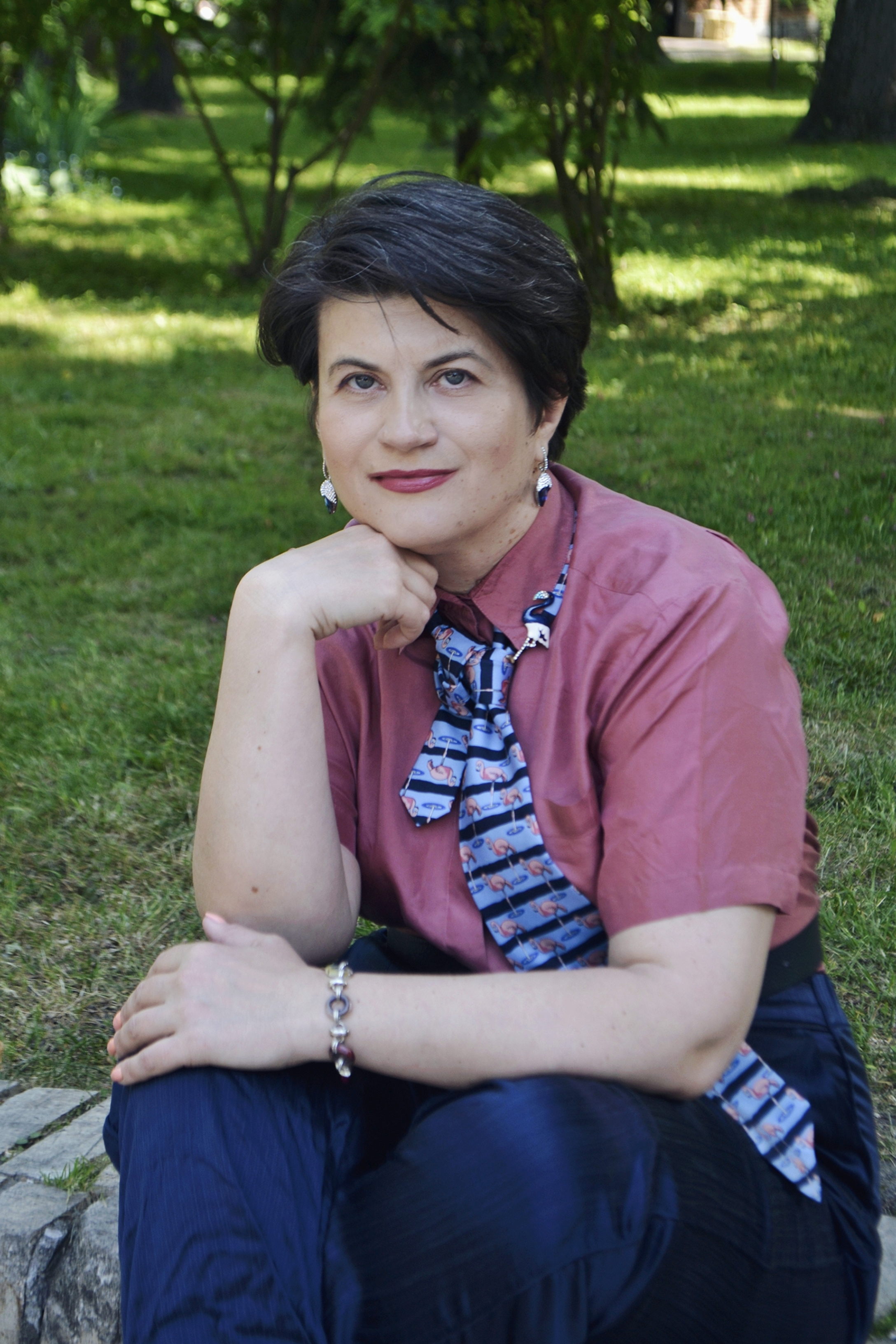
Laryssa Denyssenko, 2023

Laryssa Wolodymyriwna Denyssenko (ukrainisch Лариса Володимирівна Денисенко, wissenschaftliche Transliteration Larysa Volodymyrivna Denysenko, * 17. Juni 1973 in Kiew, Ukrainische SSR) ist eine ukrainische Schriftstellerin und Menschenrechtsaktivistin. Die Juristin und erklärte Feministin ist in ihrer Heimat auch als TV- und Radiojournalistin bekannt. 2017 wurde sie wegen ihres Kinderbuchs «Майя та її мами» („Maja und ihre Mamis“), das unter diversen Familienformen auch eine mit zwei „Mamas“ darstellt, von rechtsnationalen Gruppierungen angefeindet und bedroht. Im Frühjahr 2022 erschienen Übersetzungen des Buches auf Englisch, Schwedisch und Polnisch, im Herbst kam eine deutsche Ausgabe heraus.
Denyssenko ist Tolerance Envoy („Botschafterin für Toleranz“) im Entwicklungsprogramm der Vereinten Nationen (UNDP) und Mitbegründerin sowie Vorstandsmitglied von ЮрФем (JurFem. Ukrainian Lawyers Women Association) mit Sitz in Lwiw.

## Leben

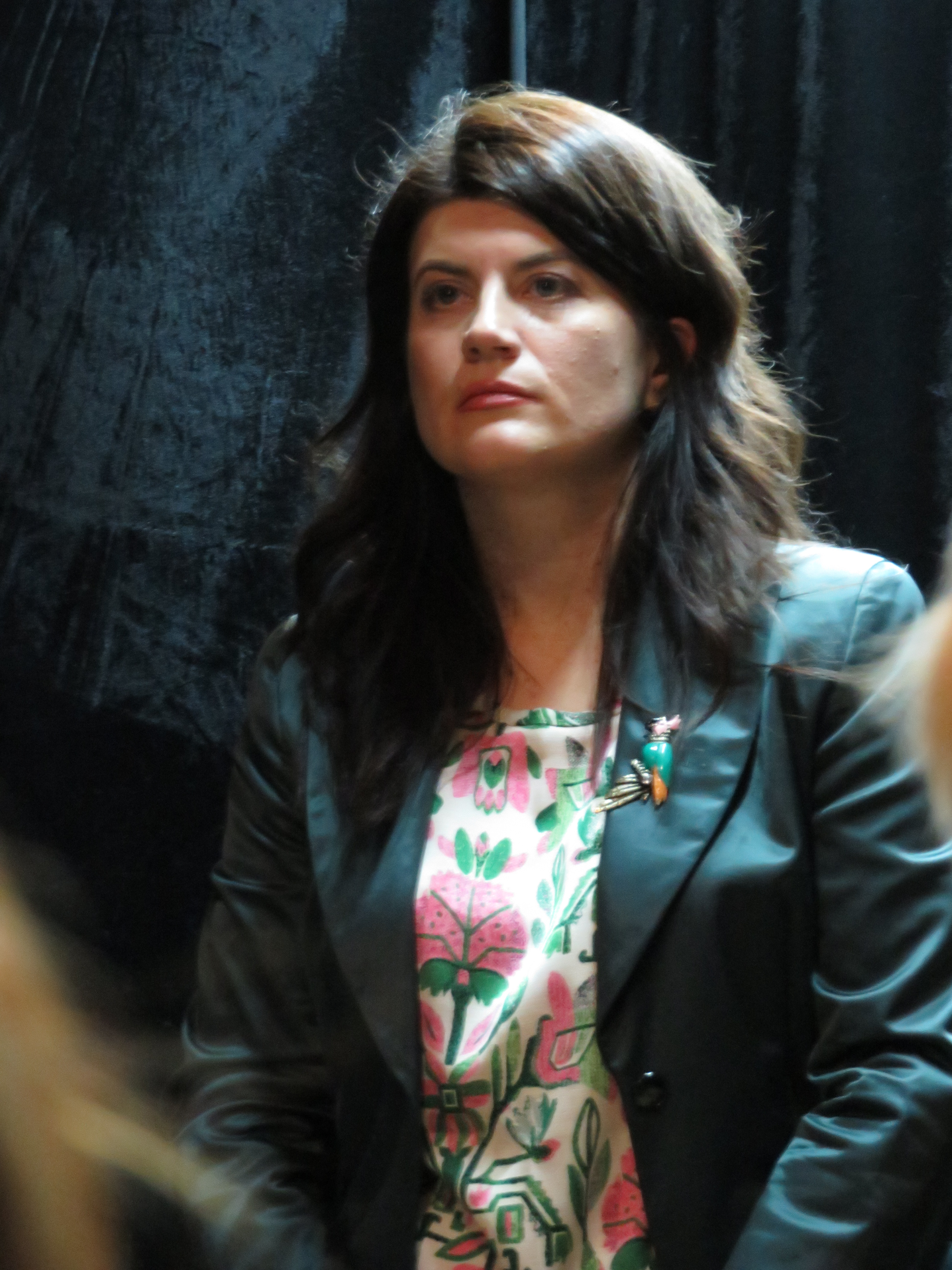
Laryssa Denyssenko, 2016

Die Herkunftsfamilie von Laryssa Denyssenko hat verzweigte europäische Wurzeln in den heutigen Staaten Litauen, Griechenland und Ungarn. Laryssa wuchs in Kiew auf. Noch vor ihrer Einschulung eröffnete eine jüdische Bibliothekarin dem Mädchen die Welt der Literatur. Das Puppentheater in der Brodsky-Synagoge und Babyn Jar, wovon sie als Schülerin erfahren habe, benannte sie rückblickend als Schlüsselelemente, die sie für die jüdische Geschichte ihrer Stadt und ihres Landes sensibilisierten. Von 1990 bis 1995 studierte Denyssenko Rechtswissenschaften an der Nationalen Taras-Schewtschenko-Universität. Ein Praktikum führte sie 1996 in die Niederlande, anschließend bildete sie sich an der Central European University weiter. Von 1997 bis 1999 leitete sie die ukrainische Abteilung der Anti-Korruptions-NGO Transparency International. 2005 bis 2006 war sie Beraterin des Justizministeriums der Ukraine.
In einem Interview mit Високий Замок Wyssokyj Samok (2016) erklärte sie, dass eine juristische Ausbildung die beste Grundlage für jeglichen Beruf im humanitären Feld sei. Und aus der Literaturgeschichte wisse man um etliche Schriftsteller, die auch Juristen waren. An gegenwärtigen Beispielen nannte Denyssenko in diesem Zusammenhang Bernhard Schlink, den sie sehr schätze.
Für den Fernsehsender 1+1 und dessen Partnersender 1+1 International betreute sie von 2006 bis 2010 die Kulturprogramme Document und Document+. 2014 begann ihre Mitarbeit bei Hromadske Radio: Sie war Gastgeberin einer Talkshow sowie Autorin und Gestalterin der Reihen Gen Sprawvedlywosti („Gerechtigkeitsgen“) und Chainyk („Dummy“).
2016 war ihr auf Česká televize ein Beitrag im Rahmen einer 16-teiligen Serie kurzer Filmporträts (Ukrajinská čítanka: Ukrajina, davaj, Ukrajina) gewidmet. 2018 nahm sie in Berlin am Festival Queer*East. Literatur, Musik und Performance aus Mittel-, Ost- und Südosteuropa teil. 2019 gehörte Laryssa Denyssenko zu den porträtierten Menschen einer in Kiew gezeigten, vom UNDP verantworteten Fotoausstellung zum Tag der Menschenrechte: Just Like You präsentierte zehn Ukrainerinnen und Ukrainer, deren Engagement besonders hervorstach.
Journalistische Texte und Kolumnen von Denyssenko erschienen unter anderem in Ukrajinska Prawda und Нового времени Nowoho wremeny (NV). 2019 äußerte sie sich in einem Kommentar für Die Tageszeitung ein halbes Jahr nach dessen Wahl skeptisch über Wolodymyr Selenskyj.
Nach dem russischen Überfall auf die Ukraine 2022 gehörte sie zu jenen führenden Vertretern der Zivilgesellschaft der Ukraine, welche den Aufruf The Kyiv Declaration initiierten und unterzeichneten. Am 9. Mai 2022 zitierte die für die BBC aus Lwiw berichtende Reporterin ein Statement von Denyssenko angesichts des Umstands der Kranzniederlegung von Wladimir Putin bei einem Veteranendenkmal, welches auch Menschen aus Kiew und Odessa gewidmet sei. Denyssenko bezeichnete die Geste als „mies“ (im Zitat der BBC: „rotten“) und wies auf den zeitgleich geschehenen Fliegeralarm in Kiew hin.

## Literarisches Wirken
Denyssenko hat in der Ukraine über ein Dutzend Bücher, teils für Erwachsene, teils auch für junge Leser, veröffentlicht. Ins Englische wurde der 2008 erschienene Roman Сарабанда банди Сари Sarabanda bandy Sary (The Sarabande of Sara’s Band) übersetzt. In einer Besprechung dieser Ausgabe hieß es, dies sei womöglich „das modernste zeitgenössische ukrainische Werk der Belletristik, das auf Englisch erhältlich ist“ (“the most contemporary Ukrainian work of fiction available in English”). Hervorgehoben wurde der Humor, insbesondere im Witz der Dialoge, der Einsatz von Wortspielen und der Einblick (“glimpse”) ins Leben der Ukrainerinnen und Ukrainer von heute. Auf Englisch ist auch ein Beitrag der Autorin in der Anthologie Ukraine in Histories and Stories. Essays by Ukrainian Intellectuals (Ibidem Verlag, Stuttgart, 2020) enthalten. In deutscher Übersetzung ist bislang (Stand: 2022) nichts erschienen, jedoch behandelte Alexander Kratochvil Denyssenkos Roman Відлуння: моє життя від померлого до загиблого діда (Kratochvils Übertragung des Titels: „Der Nachhall. Vom verschwundenen zum gestorbenen Opa“) in einem vergleichenden wissenschaftlichen Artikel über Erinnern und Vergessen des Zweiten Weltkriegs und der Shoah in der ukrainischen Gegenwartsliteratur.
Für ein junges Publikum schreibt und veröffentlicht Denyssenko seit 2007. Im Folgejahr erschienen im Rahmen einer Reihe biografischer Abrisse kindgerechte Porträts über Isadora Duncan, Igor Strawinsky, Johnny Depp und Astrid Lindgren sowie über den ukrainischen Autor und Übersetzer Maksym Rylskyj. 2019 war Laryssa Denyssenko, in Kooperation mit Oleksandr Ilkow, Andrij Stelmaschtschuk und Aljona Schulima, Autorin eines Sachbuchs für Kinder über die Verfassung der Ukraine, Я і Конституція („Ich und die Verfassung“), wurde im Rahmen des Kiewer Buch-Arsenal präsentiert.
Für ihren Debütroman wurde ihr 2002 der Preis Коронація слова Koronazija slowa (sinngemäß: „Krönung des Wortes“) verliehen. Dem folgten weitere Auszeichnungen. Laryssa Denyssenko ist Mitglied des PEN Ukraine.

## KinderbuchМайя та її мами
International wahrgenommen wurden Reaktionen auf Laryssa Denyssenkos Kinderbuch Майя та її мами („Maja und ihre Mamis“), das nach der Annexion der Krim 2014 und der Ausrufung prorussischer „Volksrepubliken“ von Donezk und Luhansk spielt und Auswirkungen des Kriegsgeschehens auf Kinderleben skizziert. In diesem Zusammenhang schildert das Buch unterschiedliche Familienkonstellationen, darunter eine mit einem lesbischen Elternpaar. Dem Breslauer Literaturwissenschaftler Mateusz Świetlicki zufolge war es „das erste ukrainische Bilderbuch über Familiendiversität, das gleichgeschlechtliche Elternschaft zum Thema hatte“. Reaktionäre Kritiker und Rechtsaktivisten polemisierten gegen Buch, Autorin und Verlag, als es zur Vorstellung beim Lwiwer Buchforum kommen sollte. 15 ultra-nationalistische Gruppen drohten „alle erdenklichen Maßnahmen“ an, um die Buchpräsentation zu verhindern. Unterstützung für die Autorin äußerte unter anderem die damalige Vize-Ministerpräsidentin und Ministerin für europäische und euro-atlantische Integration der Ukraine, Iwanna Klympusch-Zynzadse. Daraufhin gab der Verlag eine Datei des Werks zum kostenlosen Download frei. Im März 2022 kündigte die Verlagsgruppe Bonnier Übersetzungen einer aktualisierten Neuausgabe des Buches an: Es erschien im April im Vereinigten Königreich sowie in Schweden, Finnland und Polen. Englisch war die neue Ausgabe, wie angekündigt, nicht Maya and Her Mothers betitelt, sondern Maya and Her Friends. Auch die schwedische Version wurde als Maya och hennes vänner (Maya und ihre Freunde) vermeldet. Über die britische Publikation berichtete The Guardian vorab: Das Vorwort habe die Autorin in Kiew im Luftschutzkeller geschrieben, wo sie mit ihrer Mutter und dem Hund während russischer Raketenangriffe ausgeharrt habe. Ein aktuelles Vorwort sei der Streiterin für Menschen-, insbesondere Frauen- und Kinderrechte sehr wichtig gewesen, da die Lage und der Alltag der Kinder stark vom Kriegsgeschehen betroffen seien. Somit sei die Kernaussage des Buches „aktueller denn je“ (“more relevant than ever”). Denyssenko möchte, so The Guardian, dass sich ein jedes Kind der Ukraine behütet und geschützt fühlen kann, unabhängig davon, ob es mit „Vater und Mutter, oder nur eine Mutter, oder zwei Mütter, oder zwei Väter, oder ein Stiefvater oder eine Stiefmutter“ (“both father and mother, or just one mother, or two mothers, or two fathers, or a stepfather or stepmother”) lebe. Und weiter: „Mit diesem Buch möchte ich an die Menschen der demokratischen Welt appellieren: Wir sind hier, nicht weit von Ihnen, wir sind Menschen der Freiheit und des Friedens. Wir haben noch nie ein anderes Land angegriffen. Unsere Kinder sind talentiert, mutig, schön und stark. Wir verdienen es, dass die ganze Welt sich uns im Kampf gegen den Krieg und gegen das Töten von Kindern anschließt.“ (“With this book, I want to appeal to the people of the democratic world: we are here, not far from you, we are people of freedom and peace. We have never attacked another country. Our children are talented, brave, beautiful and strong. We deserve the whole world to join us in fighting the war and against the killing of children.”)
Anlässlich der deutschen Ausgabe befand Deutschlandfunk Kultur in einem Beitrag, der auch die Skandalisierung der Geschichte in der Ukraine thematisierte, das Buch habe Aufmerksamkeit verdient, weil es „in künstlerisch hochwertiger Weise von einem friedlichen Zusammenleben zwischen Kindern und Erwachsenen erzählt“. Das „Bilderbuch über Diversität, Liebe und Respekt“ wurde unter die Titel der Deutschlandfunk Bestenliste (November 2022) gereiht.

## Veröffentlichungen

### Erzählende Prosa
- Забавки з плоті та крові. Кальварія, 2004.
- Кавовий присмак кориці. Кальварія, 2005.
- Корпорація ідіотів. Нора-Друк, 2006.
- Танці в масках. Нора-Друк, 2006.
- 24:33:42. Нора-Друк, 2007.
- Помилкові переймання або життя за розкладом вбивць. Нора-Друк, 2007.
- Сарабанда банди Сари, Нора-Друк, 2008.
  - The Sarabande of Sara’s Band. Ins Englische übersetzt von Michael M. Naydan und Svitlana Bednazh, Glagoslav Publications, London, 2013, ISBN 978-1-909156-69-2.
- Відлуння: моє життя від померлого до загиблого діда. КСД, 2012.
- Калейдоскоп часу. КСД, 2013.
- Нова стара баба. КСД, 2013.
- Розрахунковий рахунок. Юрінком-Інтер, 2013.
- ПРОти НАСильства. Громадське радіо, 2016.
- Усміхаки. Видавництво Старого Лева, 2018.

### Kinderbücher
- Ліза та цюця П. Грані-Т, 2007 (= серія Сучасна дитяча проза).
- Ліза та Цюця П. зустрічаються. Грані-Т, 2008 (= серія Сучасна дитяча проза).
- Лариса Денисенко про Анжеліну Ісідору Дункан, Максима Рильського, Ігора Стравінського, Астрід Ліндґрен, Джонні Хрістофера Деппа ІІ (К.: Грані-Т), 2008 (= серія Життя видатних дітей).
- Майя та її мами. Illustrationen: Masha Foya, Видавництво, 2017.
  - Internationale Neuausgabe, Vorwort von Laryssa Denyssenko, unter dem Titel Maya and Her Friends, 2022.
  - Alle meine Freunde. Übersetzt von Mila Piredda. Rowohlt, Reinbek bei Hamburg, 2022, ISBN 978-3-499-01119-1.
- Я і Конституція. Illustrationen: Schenja Olijnyk, Wydawnyztwo Staroho Lewa/Starylev Publications, Lwiw, 2019, ISBN 978-617-679-621-3.